# Eclissi solare del 30 aprile 2041
L'eclissi solare del 30 aprile 2041 è un evento astronomico che avrà luogo il suddetto giorno attorno alle ore 11:52 UTC.